# Bothwell Mbuwayesango
Bothwell Anesu Mbuwayesango é um cirurgião pediátrico zimbabuense que liderou com sucesso toda uma equipa do Zimbabué que separou gémeos siameses em 2014 durante uma operação de oito horas no hospital de Harare; foi a segunda separação bem-sucedida do país, a primeira foi em 1985.  Os gémeos de dois meses de idade estavam unidos no tórax e no abdómen (incluindo o fígado - que pode sangrar muito se for cortado).  O Sr. Mbuwayesango era membro do Conselho do Conselho de Medicina e Odontologia do Zimbábue.  Ele publicou artigos na literatura médica.